# Genas
Genas| é uma comuna francesa na região administrativa de Auvérnia-Ródano-Alpes, no departamento de Ródano. Estende-se por uma área de 23,84 km². Em 2010 a comuna tinha 13 235 habitantes (densidade: 555,2 hab./km²).